# しぼう
『しぼう』は、ピノキオピーの2ndオリジナルアルバム。2014年12月3日にU/M/A/Aから発売された。

## 概要
音声合成フリーウェア「SofTalk」を使用した『すろぉもぉしょん』のほか、ぺんてる「i+(アイプラス) × 初音ミク」のWEBテーマソングとなった『絵の上手かった友達』、「ファミリーマート×初音ミク2014秋キャンペーン」テーマソングの『たりないかぼちゃ』、ニンテンドー3DS「初音ミク Project mirai でらっくす」テーマソングの『はじめまして地球人さん』が収録。アートワークはおぐちが手がけている。

## 収録曲
全作詞・作曲・編曲：ピノキオピー

### 初回生産限定盤
時間：60分、規格品番：UMA-9047～9048、CD+DVD(スーパージュエルボックスキングサイズ・16P大判ブックレット)
封入特典2種：ホロスペックス・メガネ「どうしてちゃん　視暴めがね」、手拭い「どうしてちゃん　いきなてぬぐい」
Disc1(CD)
1. しぼう
2. はじめまして地球人さん
3. よいこのくすり
4. 絵の上手かった友達
5. すろぉもぉしょん
6. Last Continue
7. たりないかぼちゃ
8. ヒーローが来ない
9. ニナ
10. ラブ　イズ　オノマトペ
11. 100年前の僕、100年後の君
12. こどものしくみ
13. こあ

Disc2(DVD)
1. すろぉもぉしょん
2. 絵の上手かった友達
3. ニナ
4. たりないかぼちゃ
5. スケベニンゲン
6. ゴージャスビッグ対談（ピノキオピー×鬱P　出演：ARuFa）
7. オーディオコメンタリー（出演：ピノキオ、ARuFa、鬱P他）
8. おまけ